# Cerco de Tournai (1521)
O Cerco de Tournai (1521) aconteceu durante a Guerra Italiana de 1521-1526. Um exército Imperial sitiou a cidade belga de Tournai, capturando-a aos franceses em fins de novembro; permaneceria uma possessão dos Habsburgos até a independência da Bélgica.

## Contexto
Enfrentava o Sacro Império diversas agitações em 1521: Lutero iniciava suas reformas e a ausência do rei provocava a sublevação do Reino de Navarra.
Os conflitos entre Francisco I, rei francês, e seu adversário Carlos I da Espanha (Carlos V do Sacro Império), penderam para o lado francês em 1521, com as vitórias daqueles em Fuenterrabía, Parma e Mézières. Estes eventos repercutiram no encontro patrocinado pelo rei inglês, Henrique VIII, e pelo cardeal Wolsey, em Calais - no qual se tentava obter um acordo de paz entre os beligerantes

## O cerco
Pertencia Tournai à França, e havia sido assediada em represália às incursões francesas em território espanhol (Navarra). No dia 23 de outubro os franceses perderam a chance de derrotar os inimigos, pois o rei Francisco I havia se interessado numa proposta de trégua oferecida pelo Cardeal Wolsey. Em 1 de novembro começou a retirada de suas tropas para Arras, e no dia 9 dispensou seu exército. Poucos dias após Tournai rendeu-se, passando ao domínio imperial.
Francisco I contentou-se em manter Hesdin sob seu domínio, pesando na decisão francesa a intensa crise financeira vivida pelo reino.